# أبوسوم قصير الذيل
الأبوسوم قصير الذيل (الاسم العلمي: Monodelphis) هو جنس من الثدييات يتبع فصيلة الأبوسوميات الأمريكية من رتبة أبوسوميات الشكل.